# Pouteria tannaense
Pouteria tannaense är en tvåhjärtbladig växtart som först beskrevs av André Guillaumin, och fick sitt nu gällande namn av Ined. Pouteria tannaense ingår i släktet Pouteria och familjen Sapotaceae.
Artens utbredningsområde är Vanuatu. Inga underarter finns listade i Catalogue of Life.